# Heraclia xanthopyga
Heraclia xanthopyga là một loài bướm đêm trong họ Noctuidae.